# پیمان همکاری مشترک فرانسه و شوروی

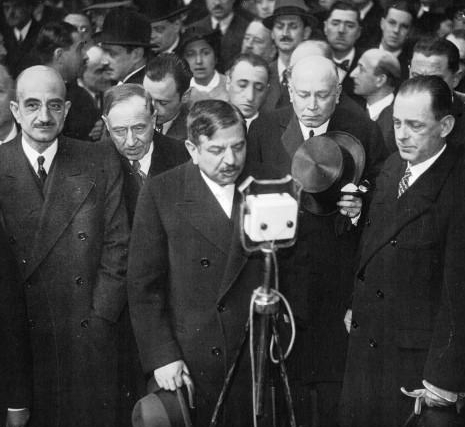
تصویری از پیمان دو جانبه حجمهوری فرانسه و اتحاد جماهیر شوروی

پیمان همکاری مشترک فرانسه و شوروی (انگلیسی: Franco-Soviet Treaty of Mutual Assistance) معاهده دوجانبه میان شوروی و فرانسه بود که در سال ۱۹۳۵ میلادی با هدف کاهش خطر آلمان نازی و جهت تحت فشار گذاشتن این دولت میان دو کشور به امضا رسید. وزیر امور خارجه فرانسه، لوئی بارتو طراح اصلی این پیمان بود که پیش از اتمام مذاکرات در سال ۱۹۳۴ ترور شد. جانشین او پیر لاوال هم اشتیاق چندانی به این پیمان نداشت و هم ارزش آن را چندان نمی‌دانست. اما پس از تسلیح مجدد آلمان در سال ۱۹۳۵ دولت فرانسه با وجود مخالفت‌های وزیرخارجه به او دستور داد تا ترتیبات انعقاد معاهده‌ای که در دوران بارتو آغاز گشته بود را بدهد. مذاکرات در روز ۲ مه ۱۹۳۵ در پاریس پایان یافت، دولت فرانسه آن را در فوریه ۱۹۳۶ و دولت شوروی در ۲۷ مارس ۱۹۳۶ به امضا رساندند که معاهده از همین روز اجرایی گشت. متن معاهده در ۱۸ آوریل ۱۹۳۶ در فهرست معاهدات جامعه ملل به ثبت رسید. چکسلواکی که فرانسه را متعهد اصلی خود می‌دانست با توجه به امضا معاهده میان فرانسه و شوروی، خود نیز در ۱۶ مه ۱۹۳۵ معاهده اتحادی را با شوروی به امضا رسانید.
لاوال با احتیاط تمام به دنبال آن بود تا مفاد این اتحاد با میثاق جامعه ملل و پیمان لوکارنو هماهنگی کامل داشته باشد. به همین واسطه این پیمان همکاری نظامی تنها زمانی می‌توانست اجرا گردد که غیر مشروع بودن بهانه جنگ از جانب جامعه ملل و با موافقت پیشینی اعضای پیمان لوکارنو تأیید گردد. تأثیر این پیمان همکاری مشترک از سمت دیگر و با امتناع مصرانه دولت فرانسه در پذیرش کنوانسیون نظامی که بیانگر عملیات مشترک دو ارتش در صورت وقوع جنگ با آلمان بود بیش از پیش تضعیف گشت.
این پیمان دیگر شبیه آن چیزی نبود که بارتو پی‌ریزی نموده بود اما باقی ماند تا اگر آلمان سیاست خارجی تهاجمی را پی گرفت به عنوان یک تهدید صوری برای آلمان خطر جنگ در دو جبهه را زنده نگاه دارد. بیشتر اعضای پیمان لوکارنو این معاهده را تنها ابزاری می‌دیدند که آن‌ها درگیر یک جنگ انتحاری با آلمان در جهت منافع روسیه می‌کند. این معاهده باعث یک تغییر بزرگ در هفتمین اجلاس کمینترن از سیاست‌های تجدید نظر طلبانه ضد پیمان ورسای به سیاست‌های غرب محوری شد که رهبری آن را ماکسیم لیتوینوف به عهده داشت. تصویب این پیمان در پارلمان فرانسه به هیتلر بهانه لازم را داد تا بازنظامی‌سازی راینلند را توجیه کند زیرا ادعا می‌کرد که از این پیمان اتحاد میان شوروی و فرانسه احساس خطر می‌کند. دیوید لوید جرج که از طرفداران آلمان بود در آن زمان در مجلس عوام بریتانیا استدلال می‌نمود که این اقدام هیتلر کاملاً مشروع است و اگر او این کار را جهت محافظت از کشورش انجام نمی‌داد خائن به آلمان شناخته می‌شد.
مقررات نظامی به دلیل شرایط متعدد و نیاز به تأیید هر عمل از سوی بریتانیا و ایتالیا عملاً بی فایده بود و اصرار دولت فرانسه در عدم پذیرش هرگونه همکاری میان دو ارتش در صورت تهاجم آلمان بیش از پیش پیمان را بی‌فایده می‌ساخت. تنها نتیجه واقعی یک پیمان دوستی نمادین و همکاری متقابل بود که تا حدی اعتبار هر دو کشور را افزایش می‌داد. پس از سال ۱۹۳۶ نیز فرانسوی‌ها اندک اندک علاقه خود به این پیمان را کاملاً از دست دادند و همه دولت‌های اروپایی متوجه شدند که این پیمان در عمل متروک شده‌است. از سال ۱۹۳۸ به بعد نیز سیاست مماشات که توسط نخست وزیران بریتانیا و فرانسه، نویل چمبرلین و ادوار دالادیه انجام شد به سیستم دفاع جمعی خاتمه داد و راه را برای سیاست‌های تهاجمی آلمان نازی بیشتر باز نمود.